# Telenomus ovivorus
Telenomus ovivorus is een vliesvleugelig insect uit de familie van de Scelionidae. De wetenschappelijke naam van de soort is voor het eerst geldig gepubliceerd in 1870 door Rondani.